# Biała Góra (Mazovie)
Pour les articles homonymes, voir Biała Góra.
Biała Góra (prononciation : [ˈbjawa ˈɡura]) est un village polonais de la gmina de Stromiec dans le powiat de Białobrzegi de la voïvodie de Mazovie dans le centre-est de la Pologne.
Il se situe à environ 9 kilomètres au nord de Stromiec (siège de la gmina), 14 km au nord-est de Białobrzegi (siège du powiat) et à 56 km au sud de Varsovie (capitale de la Pologne).
Le village possède approximativement une population de 50 habitants en 2006.

## Histoire
De 1975 à 1998, le village appartenait administrativement à la voïvodie de Radom.